# Ernst Ahl
Christoph Gustav Ernst Ahl fou un zoòleg alemany, nascut a Berlín l'1 de setembre de 1898 i mort el 14 de febrer de 1945 a Iugoslàvia.
Fou el director del departament d'ictiologia i herpetologia del Museu d'Història Natural de Berlín de Berlín de 1921 a 1941. Va descriure moltes espècies animals.
A més va ser l'editor cap de la revista Das Aquarium des de 1927 a 1934.
Va ser partidari actiu del partit nazi. Va descriure moltes noves espècies, però la major part ha passat a sinonímia. Va participar del Programa per a la presa de l'Alemanya nazi del nombre més gran d'espècies. Les causes de la seva mort no estan esclarides.